# Rapid Assault
Pour plus de détails, voir Fiche technique et Distribution.
Rapid Assault est un film d'action américain réalisé par Fred Olen Ray, sorti en 1997.

## Synopsis
Le terroriste Lars Rynark (Don Scribner) réussit à s’emparer d’un sous-marin abandonné qui est utilisé comme laboratoire scientifique pour la recherche biologique. Il kidnappe le Dr. Stricman et sa fille Angela, qui étudient les propriétés d’un virus expérimental très dangereux, capable de déclencher de terribles mutations génétiques dans le corps humain, avant de causer la mort. Le criminel menace de déclencher l’apocalypse dans le monde entier, si Washington ne lui verse pas une rançon astronomique. Les seuls hommes capables de déjouer le plan diabolique du terroriste sont deux Navy SEALs, James Decker et David Phillips (Tim Abell et Jeff Rector). Avec l’aide de la courageuse Angela, ils vont entreprendre une dangereuse mission sous-marine pour empêcher ce fou criminel de libérer une toxine mortelle qui pourrait détruire le monde.

## Distribution
- Tim Abell : James Decker
- Jeff Rector : David Phillips
- Don Scribner : Lars Rynark
- Hoke Howell : Dr. Strichman
- Lisa Mazzetti : Angela Strichman
- Ricky Worth : Talia[1]
- Arthur Roberts : Capitaine O'Reilly
- Harrison Ray : Marko
- Richard Gabai : C.O. John Carter
- John Maynard : Amiral Harriman
- Steve Barkett : Capitaine Xavier
- Ted Monte : Pennington
- Janie Singer : Julie
- Dave Wright : David
- Kimberly A. Ray : Secrétaire
- Robert Quarry : Officier militaire
- Carl Lamb : Officier militaire
- Joe Haggerty : Officier militaire[2]

## Production
Le film est sorti le 4 novembre 1997 aux États-Unis, son pays d’origine.